# Tri Brata
Pour les articles homonymes, voir Trois Frères.

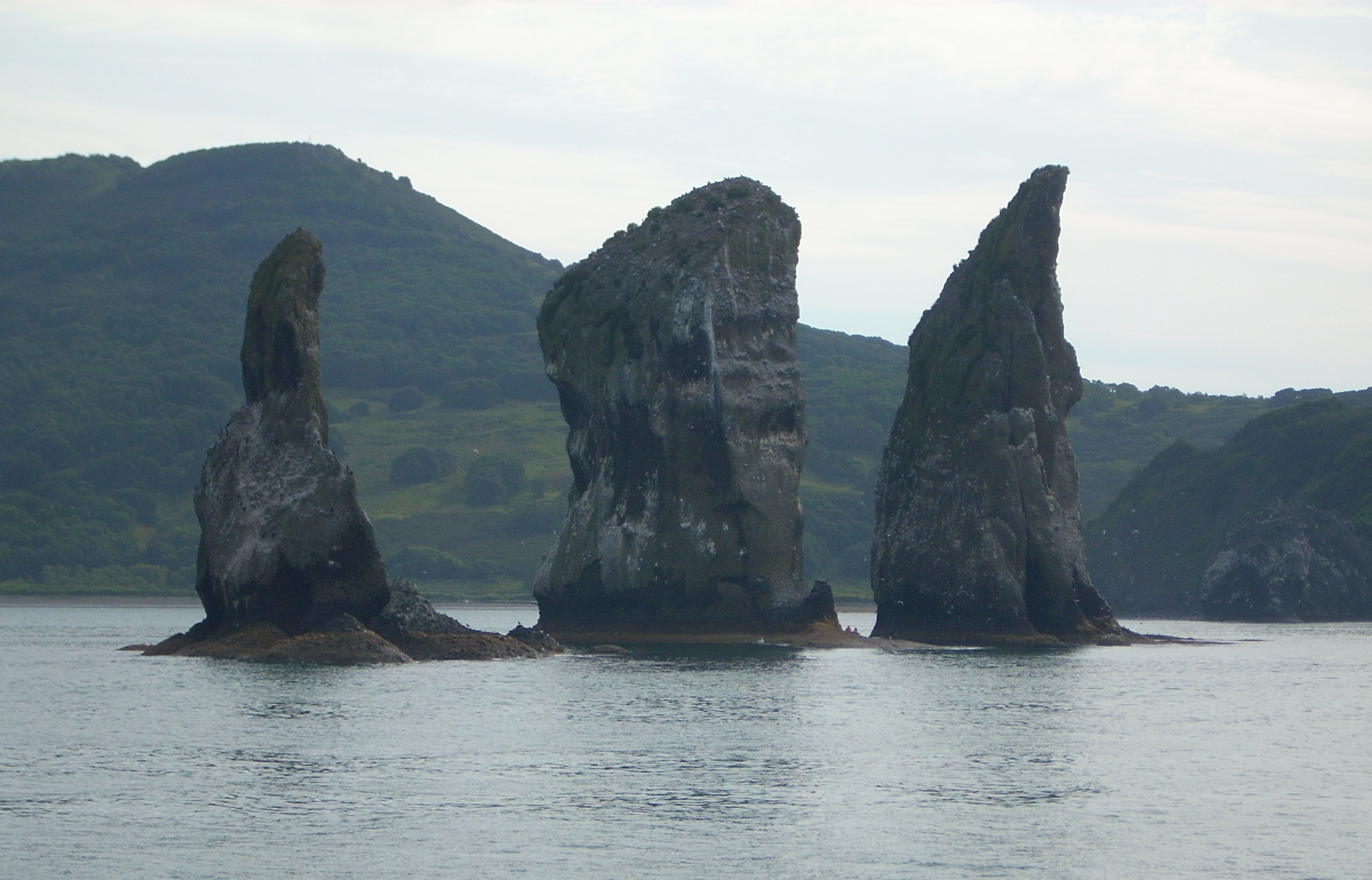
Les Tri Brata

Tri Brata (en russe : Три Брата ; littéralement : les « Trois frères ») est un ensemble de trois rochers situés à l'entrée de la baie d'Avatcha, au sud-ouest de la péninsule du Kamtchatka, dans l'Extrême-Orient russe. Ces stacks pittoresques sont considérés comme le symbole de la ville de Petropavlovsk-Kamchatsky, située sur les rives de la baie.
Des légendes locales suggèrent qu'il s'agit de trois frères qui se sont tenus debout pour protéger la ville d'un tsunami et qui ont été pétrifiés.

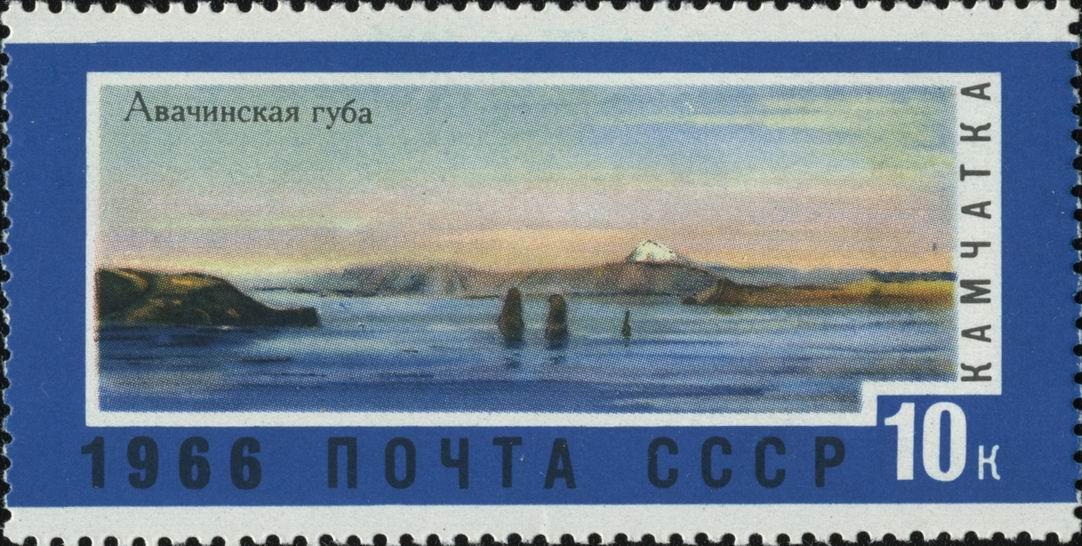
Timbre soviétique de 1966 représentant les Tri Brata.